# Contrada degli Andegari
La Contrada degli Andegari è stata una contrada di Milano appartenente al sestiere di Porta Nuova.

## Confini
Il suo confine passava lungo via Giuseppe Verdi, dove confinava con la Nobile Contrada dei Bossi, per poi proseguire dall'incrocio tra via Manzoni e gli archi di Porta Nuova, dove confinava con la contrada della Mazza, e giungere alla Cerchia dei Navigli per poi arrivare fino a via Brera, dove confinava con il sestiere di Porta Comasina. 

## Luoghi di culto
All'interno dei confini della contrada erano comprese la chiesa di San Silvestro, la chiesa di San Pietro in Porta Nuova e la chiesa di San Martino in Porta Nuova. Era cospicua la presenza di monasteri e di case religiose: qui si trovavano il monastero di Santa Caterina in Biassono, il monastero di Santa Maria d'Aurona, e il monastero di Santa Maria in Vedano. 
Questi tre monasteri diedero in nome a una strada, la via dei tre monasteri, che mutò poi nome in via Monte di Pietà, che esiste ancora oggi. La casa religiosa più importante che si trovava in questa contrada era la casa degli Umiliati di Brera, situata nella Braida del Guercio, a cui si affiancavano la casa di Sant'Erasmo e quella di Santa Caterina, entrambe di suore Umiliate.

## Storia

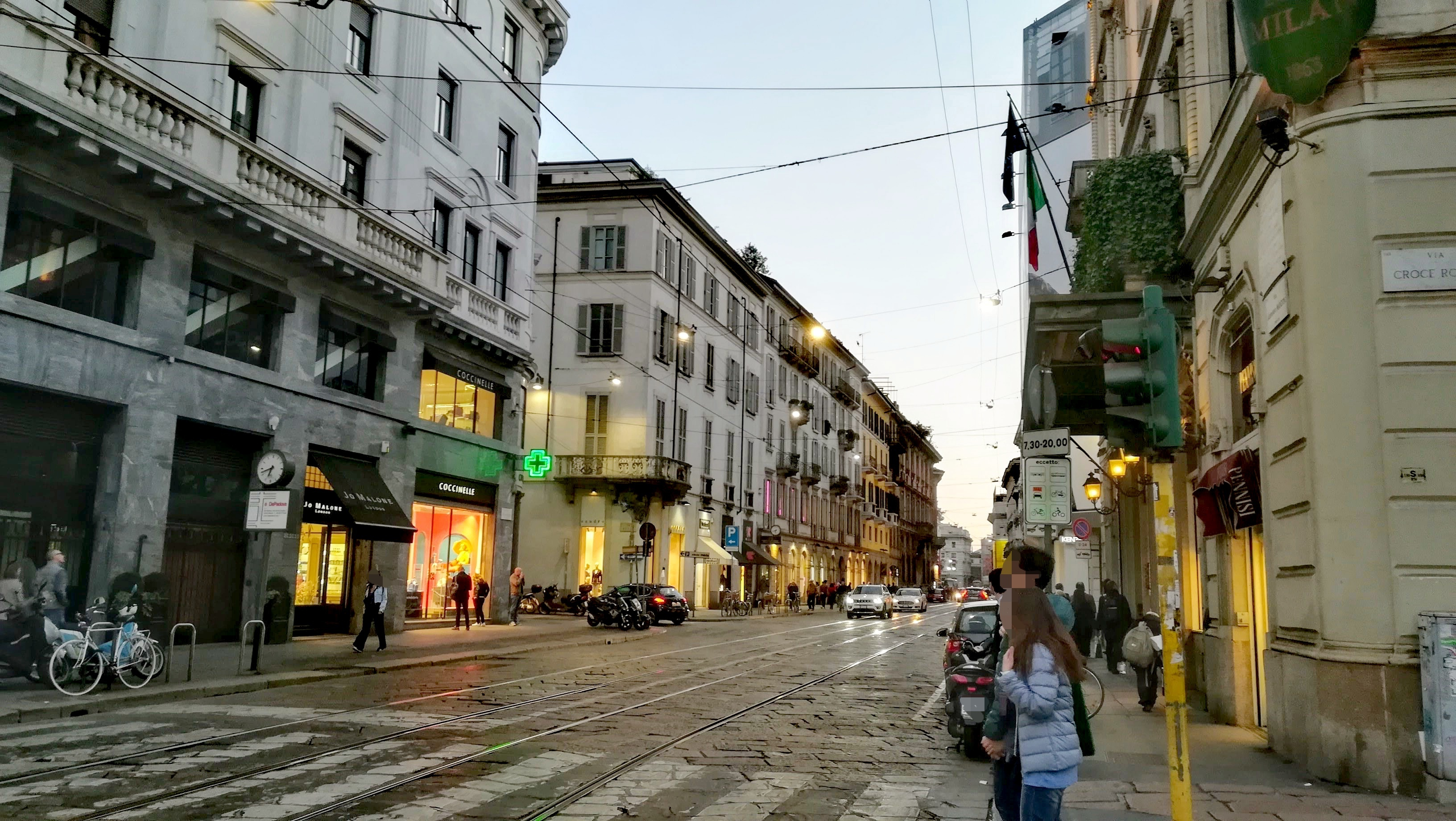
Scorcio di via Manzoni

La contrada degli Andegari era tra le più vaste di Milano. Il nome della contrada, così come il termine emiliano ùndeg e il vocabolo veneto fòntego, potrebbero derivare da "andito", ovvero "ingresso", oppure da "portico". Il richiamo è forse a "uomini che vivono sotto i portici", da cui poi il termine dialettale milanese andeghé, ovvero "uomo cencioso", "trasandato". Tra l'altro, poco lontano, era situato il vicolo dei Tignoni (tegnon in dialetto milanese significa "uomo avaro, sporco, sudicio"). 

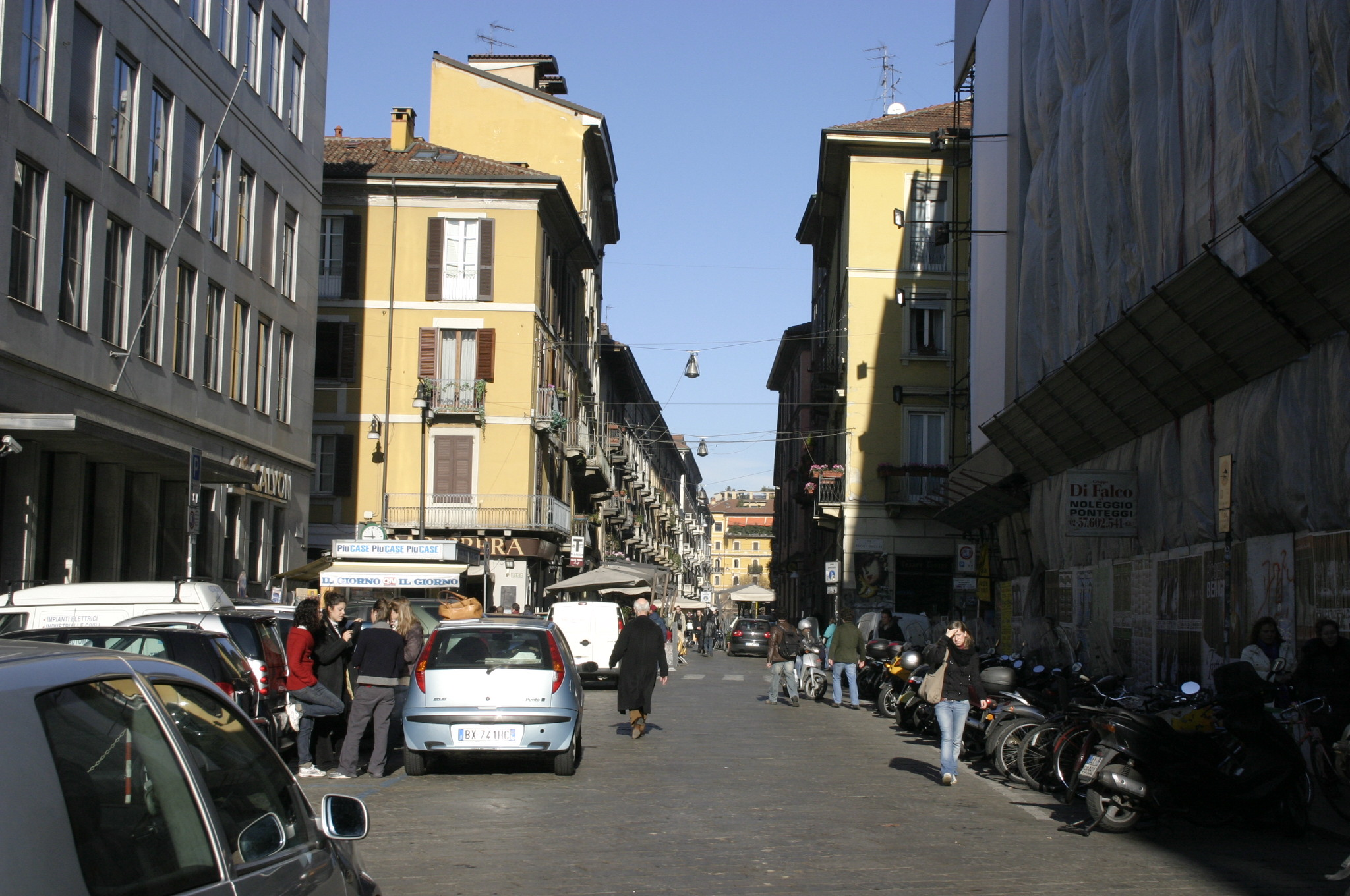
Via Brera

Degna di nota è l'intitolazione originaria di via Manzoni. In origine il primo tratto si chiamava corsia del Giardino, che richiamava un importante giardino, considerato all'epoca il più bello di Milano, che era situato adiacente a uno dei palazzi dei Della Torre. L'altro tratto di via Manzoni era chiamato corso di Porta Nuova, nome giunto sino quasi ai giorni nostri. In tempi ancora più antichi entrambi i tronconi di via Manzoni erano chiamati via Porta Nuova, o via Nuova, con un richiamo all'estensione verso nord ovest del decumano dell'antica Mediolanum, che fu realizzata dall'imperatore Massimiano dopo il 291, quando Milano divenne capitale dell'Impero romano d'Occidente. 
La prova del fatto che si intitolasse, nella sua interezza, via Porta Nuova è la presenza, un tempo, delle già citate chiese di San Pietro in Porta Nuova e di San Martino in Porta Nuova. Questo asse viario ha origini antichissime: ricalca con precisione la parte nord ovest del decumano. Degne di nota sono anche via San Silvestro (chiamata così per la presenza dell'omonima chiesa), che è stata poi rinominata "via Giuseppe Verdi", e via San Pietro di Porta Nuova, poi chiamata via San Pietro in Cornaredo.